# Chelsea Football Club 1961-1962
Questa voce raccoglie le informazioni riguardanti il Chelsea Football Club nelle competizioni ufficiali della stagione 1961-1962.

## Stagione
Il campionato inglese inizia il 19 agosto 1961 e il Chelsea comincia con un pareggio per 2-2 contro il Nottingham, una sconfitta per 2-3 contro il Manchester United e una per 1-3 contro l'Aston Villa, una vittoria per 2-0 contro il Manchester United, uno 0-0 contro il Fulham e un 2-5 contro il Cardiff. I Blues battono poi 6-1 lo Sheffield United, vengono sconfitti 1-2 dal West Ham United e 2-3 dal Cardiff, pareggiano 1-1 contro il Blackburn, vengono sconfitti 0-4 dal Blackpool, 3-5 dallo Sheffield Wednesday, 1-3 dal Leicester City e 2-3 dal Birmingham. Dopo un 1-1 contro l'Everton, si ha una vittoria per 3-0 contro l'Arsenal, una per 1-0 contro il Bolton Wanderers, un pari per 2-2 contro il Manchester City e una vittoria per 4-1 contro il West Bromwich Albion. Seguono tre sconfitte consecutive (contro l'Ipswich per 2-5, contro il Burnley per 1-2 e contro Nottingham per 0-3), una vittoria per 1-0 contro l'Aston Villa, altre due sconfitte (0-2 contro il Tottenham all'andata e 2-5 al ritorno), una vittoria per 4-3 contro il Fulham, altre tre sconfitte (1-3 contro lo Sheffield United, 0-1 contro il West Ham e 0-3 contro il Blackburn). Dopo due vittorie per 1-0 (contro Blackpool e Sheffield Wednesday), il Chelsea pareggia 1-1 contro il Birmingham, perde 0-4 contro l'Everton,2-3 contro l'Arsenal e 2-4 contro il Bolton, pareggia 1-1 contr il Manchester City, perde 0-2 contro il Leicester, 0-4 contro il West Bromwich e 4-5 contro il Wolverhampton. Il Chelsea termina il campionato con tre pareggi consecutivi (2-2 contro l'Ipswich, 1-1 contro Wolverhampton e Burnley) che portano il club londinese all'ultima posizione e quindi a una retrocessione in Second Division.
Il Chelsea inizia l'FA Cup dal terzo turno, dove viene sconfitto 3-4 dal Liverpool, venendo così eliminato.

## Maglie e sponsor
Nella stagione 1961-1962 del Chelsea non sono presenti né sponsor tecnici né main sponsor. La divisa primaria è costituita dalla maglia blu con colletto a V bianco con strisce decorative blu (da gennaio sostituito con un colletto a girocollo con le medesime decorazioni) e estremità delle maniche albine, calzoncini bianchi e calzettoni bianchi con strisce bianche, blu e rosse come decorazione. La divisa da trasferta è costituita da maglia bianca con colletto a V blu e estremità delle maniche del medesimo colore, nel petto sono presenti una striscia blu e una rossa in posizione orizzontale, calzoncini blu e calzettoni bianchi con strisce bianche, blu e rosse.
|  | Casa (fino a gennaio) | Casa (da gennaio) | Trasferta |

## Rosa
Rosa e numerazione sono aggiornati al 31 maggio 1962.
| N. |                             | Ruolo | Calciatore    |
| -- | --------------------------- | ----- | ------------- |
|    | Inghilterra (bandiera)      | P     | Peter Bonetti |
|    | Inghilterra (bandiera)      | P     | Mike Pinner   |
|    | Irlanda del Nord (bandiera) | P     | Errol McNally |
|    | Inghilterra (bandiera)      | D     | Allan Harris  |
|    | Inghilterra (bandiera)      | D     | Ron Harris    |
|    | Inghilterra (bandiera)      | D     | Melvyn Scott  |
|    | Inghilterra (bandiera)      | D     | Ken Shellito  |
|    | Inghilterra (bandiera)      | D     | John Sillett  |
|    | Scozia (bandiera)           | D     | Peter Sillett |

| N. |                        | Ruolo | Calciatore      |
| -- | ---------------------- | ----- | --------------- |
|    | Inghilterra (bandiera) | C     | Frank Blunstone |
|    | Inghilterra (bandiera) | C     | David Cliss     |
|    | Scozia (bandiera)      | C     | Thomas Docherty |
|    | Inghilterra (bandiera) | C     | Mike Harrison   |
|    | Galles (bandiera)      | C     | Graham Moore    |
|    | Inghilterra (bandiera) | C     | John Mortimore  |
|    | Inghilterra (bandiera) | C     | Terry Venables  |
|    | Inghilterra (bandiera) | A     | Barry Bridges   |
|    | Inghilterra (bandiera) | A     | Bobby Tambling  |

## Calciomercato
| Arrivi | Arrivi       | Arrivi         | Arrivi   |
| R.     | Nome         | da             | Modalità |
| ------ | ------------ | -------------- | -------- |
| C      | Graham Moore | Cardiff City   | ?        |
| A      | Mike Pinner  | Manchester Utd | ?        |

| Partenze | Partenze      | Partenze | Partenze |
| R.       | Nome          | a        | Modalità |
| -------- | ------------- | -------- | -------- |
| A        | Jimmy Greaves | Milan    | ?        |

## Statistiche

### Statistiche di squadra
| Competizione | Punti | Totale | Totale | Totale | Totale | Totale | Totale |
| Competizione | Punti | G      | V      | N      | P      | Gf     | Gs     |
| ------------ | ----- | ------ | ------ | ------ | ------ | ------ | ------ |
| Campionato   | 28    | 42     | 9      | 10     | 23     | 63     | 94     |
| FA Cup       | -     | 1      | 0      | 0      | 1      | 3      | 4      |
| Totale       | -     | 43     | 9      | 10     | 24     | 64     | 98     |